# Medalla Conmemorativa del Paso de Dukel
La Medalla Conmemorativa del Paso de Dukla (en checo: Dukelská pamětní medaile); es una condecoración conmemorativa checoslovaca establecida el 26 de mayo de 1959 por decreto del Gobierno de la República Socialista Checoslovaca, para conmemorar el decimoquinto aniversario de la batalla del paso de Dukla (8 de septiembre-28 de octubre de 1944).

## Estatuto
La condecoración se estableció el 26 de mayo de 1959 para conmemorar el 15.º aniversario de la batalla del paso de Dukla, en honor a los soldados participantes del 1.er Cuerpo de Ejército checoslovaco (integrado en el 38.° Ejército soviético, al mando del coronel general Kiril Moskalenko), así como de los partisanos eslovacos que combatieron en el Levantamiento Nacional Eslovaco, contra la ocupación nazi.
Según el estatuto, la medalla fue otorgada a todos los soldados vivos, heridos y fallecidos del 1.er Cuerpo de Ejército de Checoslovaquia que, del 8 de septiembre al 28 de noviembre de 1944, participaron en los combates para romper la línea de defensa alemana en los Cárpatos en la zona del puerto de Dukla (actualmente situado en el Voivodato de Subcarpacia, en Polonia). 
La medalla también podía otorgarse a los partisanos que participaron en estas luchas y a los extranjeros que participaron en los combates en cooperación con las tropas checoslovacas.

## Descripción
Es una medalla circular de bronce con un diámetro de 35 mm.
En el anverso de la medalla, en la parte central, hay dos bustos, parcialmente superpuestos, de dos soldados, uno con un casco y el otro con una Ushanka. El soldado más cercano sostiene un rifle soviético Mosin-Nagant. A lo largo del borde superior de la medalla está la inscripción «CEST A SLAVA DUKELSKIM HRDINUM» (Honor y gloria a los héroes de Dukla).
En el reverso, en la parte central, hay figuras de dos soldados caminando dándose la mano. El primer soldado con uniforme del ejército checoslovaco está armado con un subfusil soviético PPSh-41 colgada del hombro, el segundo soldado, armado con un subfusil, lleva el uniforme del Ejército Rojo. A lo largo de casi todo el borde de la medalla, hay una inscripción «SE SOVETSKI SVAZEM NA VECNE CASY» (con la Unión Soviética para siempre).
El autor del dibujo del anverso de la medalla es del artista checoslovaco Jiří Prádler y el reverso es del artista Jaroslav Brůha.
La medalla se cuelga de una cinta roja de 40 mm de ancho, con dos estrechas franjas azules y blancas a los lados y una franja amarilla de 3 mm de ancho en el medio.